# Radó Sándor (színművész)
Radó Sándor (Rahó, 1891. május 3. – Budapest, 1944. december) magyar  színész.

## Élete
Radó Miksa és Sternberg Katalin gyermekeként született. Feld Zsigmond gyermekszínházában kezdte pályafutását, majd az Országos Színészegyesület színiiskolájában tanult. Krémer Sándor társulatában lépett először színpadra 1908-ban. Ezután 1909-ben Szabadkára került, 1910 és 1912 között pedig Nagyváradon a Bonbonnière Kabaréban szerepelt. Pályája állomásai voltak: a budapesti Trocadero mulató (1912–13), a Ferenczy Kabaré (1912), a Pesti Kabaré (1913), az Apolló Kabaré (1915), a Muskátli Kabaré és a Fővárosi Kabaré (1919), a Bonbonnière (1920–21), az EMKE (1921–23), az Új Trocadero (1922), a Faun Kabaré és a Pesti Kabaré (1923), a Papagáj Kabaré (1924), majd ismét az Apolló Kabaré (1924–25). 
Tagja volt az Andrássy úti Színház (1925–1933), a Fővárosi Operettszínház (1927–1929, 1930–31), a Fővárosi Művész Színház (1929–30), a New York Kabaré (1930–31), a Komédia (1934–38) és a Kamara Varieté (1940) társulatának.
1940-től már csupán az Országos Magyar Izraelita Közművelődési Egyesület (OMIKE) Művészakció keretében engedték játszani. 1944-ben a nyilasterror áldozata lett. Számos művésztársához hasonlóan a korlátozás nyomán megírta anekdotikus visszaemlékezéseit. A zsidó művészek saját maguk terjesztették könyveiket, megélhetés céljából („libázás”).
1919. július 3-án Budapesten, a Terézvárosban házasságot kötött Stern Henrik és Fodor Julianna lányával, Fruzinával. 1926-ban elváltak.

## Fontosabb szerepei
- Szedlacsek (Földes Imre: A császár katonái)
- Komor (Eisemann Mihály: Én és a kisöcsém)
- Mixer (Fényes Szabolcs: Mimi)

## Könyve
- Tessék nevetni! (Faragó Imre ny., Budapest, 1942)